# Jeanne Schmahl
Pour les articles homonymes, voir Schmahl.
Jeanne Elizabeth Schmahl, née le 30 janvier 1846 à Deptford et morte le 13 mai 1915 à Paris, est une sage-femme et féministe française, engagée dans l'action politique autour du droit des femmes à disposer de leur revenu financier, du droit de témoigner et du droit de vote. Elle est la fondatrice en 1909 de l'Union française pour le suffrage des femmes.

## Biographie
Jeanne Elizabeth Archer est née en Grande-Bretagne en 1846 d'un père anglais et d'une mère française. Son père est lieutenant dans la marine britannique. Elle étudie la médecine à l’University of Edinburgh Medical School, mais ne peut valider ses études, la loi n’autorisant pas la remise de ce diplôme à une femme, son amie Sophia Jex-Blake n'ayant pas encore réussi à faire modifier la loi sur ce sujet. Par son intermédiaire, Jeanne Archer est déjà en contact avec le mouvement féministe en Angleterre. Elle part en France pour poursuivre ses études de médecine. Elle les interrompt quand elle épouse Henri Schmahl, un Alsacien, et prend le nom de Jeanne Schmahl en adoptant la citoyenneté française en 1873. Elle travaille dès lors comme assistante sage-femme jusqu'en 1893. Soutenue par son mari, elle vit dans un certain confort à côté du Parc Montsouris.
Membre de la Ligue des droits de l'homme, libre penseuse et féministe engagée, elle meurt en 1915 après une vie passée à défendre pacifiquement ses convictions. En 2007, l’Assemblée nationale française marque le centenaire de la « loi Schmahl » en publiant une brochure exhaustive retraçant les huit étapes qui aboutirent à sa promulgation, principale réalisation de son association pour le droit des femmes.

## Droit des femmes
En 1878, Jeanne Schmahl devient active dans des groupes dirigés par Maria Deraismes et le pasteur Tommy Fallot. Elle rejoint la Ligue pour le relèvement de la moralité publique qui se concentre sur les problèmes d’alcoolisme et de pornographie. Elle rejoint également le groupe du féministe Léon Richer. À la suite du licenciement d'une employée pour avoir demandé à son employeur ne pas verser son salaire à son mari alcoolique, elle intègre aussi la « Société pour l’amélioration de la condition de la Femme » créée par Maria Deraismes.
Jeanne Schmahl plébiscite la loi britannique de 1882 sur la propriété des femmes mariées et pense qu'une loi similaire peut s'appliquer aux femmes françaises. Elle pense toutefois que la stratégie des groupes dirigés par Léon Richer et Maria Deraismes, qui consiste à lier la religion et la politique avec les questions du féminisme est une erreur. Elle pense que c'est une des raisons de l'échec du mouvement féministe en France. Elle fait le choix de concentrer plutôt ses efforts sur des questions spécifiques.

### Droit de témoigner
En janvier 1893, Jeanne Schmahl fonde l'« association Avant-Courrière », qui réclame tout d'abord le droit pour les femmes d'être reconnues comme témoins valides d'actes publics et privés. Jeanne Schmahl précise dans ses écrits que « le Code civil en France est le seul grand obstacle à l'émancipation des femmes ». Elle fait le choix de l'attaquer non pas dans sa globalité, comme déjà a déjà été essayé par d'autres groupes, mais de manière fragmentaire en commençant par les sujets de restrictions faites aux femmes qui semblent le moins défendu par les conservateurs,.
Des campagnes de mobilisation visent à attirer les femmes des classes moyennes et supérieures dont les opinions sont modérées. Anne de Rochechouart de Mortemart duchesse d'Uzes et Juliette Adam rejoignent l’Avant-Courrière. Jeanne Schmahl a aussi le soutien de Jane Misme qui fonde quelque temps plus tard la revue La Française et aussi de Jeanne Chauvin, qui a été la première femme à mener un procès en France.. L'association qui publie une revue éponyme atteint les 200 membres. Elle bénéficie aussi du soutien d'imprimeries qui éditent des affiches de mobilisation gratuitement, affiches apposées à Paris et en province. En 1897, elle obtient un premier succès en obtenant le vote d'une loi par le Parlement et le Sénat français qui permet aux femmes de témoigner.

### Liberté financière
À la suite de ce premier succès, elle poursuit rapidement l'autre but de l’association, concevant que la liberté des femmes passe par la liberté financière. Elle engage alors son association dans le droit pour les femmes mariées de conserver le produit financier de leur travail et d'en disposer librement.
Après un intense travail de propagande mise en œuvre par son association l'Avant-Courrière, le député Léopold Goirand défend un projet de loi après quelques modifications qui va en ce sens. Le Parlement adopte la loi le 27 février 1896, mais le Sénat en freine l'adoption, en mettant onze ans avant de rendre son rapport, le 20 mars 1907. À la suite de deux autres délibérations, la loi est adoptée en juillet 1907. Jeanne Schmahl dissout l'Avant-Courrière comme prévu lors de sa création après la réalisation des objectifs qui lui étaient fixés. Cette loi, souvent appelée « loi Schmahl » reste toutefois incomplète pour les couples n'ayant pas clairement établi un contrat de mariage.

### Droit de vote
Jeanne Schmahl est membre dès 1901 de l’organisation d'Hubertine Auclert, le Suffrage des femmes. Elle fonde en 1909 une nouvelle organisation suffragiste, l'Union française pour le suffrage des femmes (UFSF). Le but de cette organisation est d'étendre la revendication pour le droit de vote des femmes à toute la France, ce combat restant à cette époque cantonné dans la région parisienne.
La réunion de fondation se tient en février 1909, avec la présence de 300 femmes et personnalités du féminisme. Jeanne Schmahl est la première présidente, Jane Misme la vice-présidente et Cécile Brunschvicg la secrétaire générale, tandis que la féministe et pionnière de la franc-maçonnerie mixte Eliska Vincent accepte le poste de vice-présidente d'honneur. L'UFSF est officiellement reconnue par le congrès international de l'Alliance internationale des femmes à Londres en avril 1909, comme représentant officiel du mouvement suffragiste en France. Bien qu’ayant un but national, l'UFSF reste très active à Paris. Jeanne Schmahl, dans ses actions, insiste pour que les campagnes soient pacifistes, incite les femmes à revendiquer tout d'abord le droit de vote aux élections municipales et à se présenter dans les conseils municipaux.
En 1911, elle démissionne pour raison officielle de santé, mais surtout en raison de différends avec Cecile Brunschvicg qui prend la direction de l'association. Jane Misme, amie proche de Jeanne Schmahl, continue malgré son départ de soutenir avec son journal La Française les revendications des femmes. En 1914, l'association fait état de 12 000 membres.

## Galerie

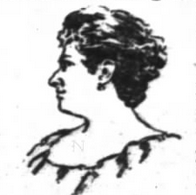
Jeanne Schmahl en 1895.
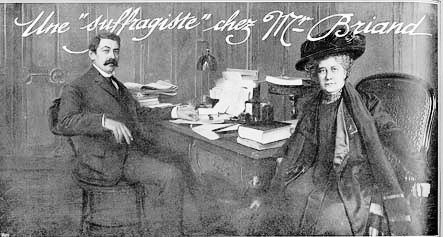
Jeanne Schmahl rendant visite à Aristide Briand en 1909.

## Sélection de publication
- La Question de la femme, par Mme Henri Schmahl, May et Motteroz, 1894 ;
- Le Préjugé de sexe, par Mme Henri Schmahl., 1895 ;
- L'avenir Du Mariage, l'Avant-Courriere, 1896 ;
- (en) « Progress of the Women's Rights Movement in France », Forum, Philadelphia and New York, no 22,‎ septembre 1896, p. 88–89 ;
- Deux petits discours : L'historique d'une loi 9193; Le foyer français, L'Avant-Courière, 1898 ;
- Économie domestique, C. Lamy, 1901 ;
- Raisons biologiques et économiques de l'inégalité de la femme dans le travail, l'Avant-Courrière, 1905.